# EFI系统分区
EFI系统分区（英語：EFI system partition，简写为ESP），是一个FAT或FAT32格式的磁碟分區，但是其分区标识是EF (十六进制) 而非常规的0E或0C。UEFI固件可从ESP載入EFI啟動程式或者EFI應用程式。

## 概览
EFI系统分区的文件系统基于FAT文件系统。在GUID分区表(GPT)方案中，EFI系统分区的全局唯一标识符(GUID)是C12A7328-F81F-11D2-BA4B-00A0C93EC93B，而其在主引导记录(MBR)分区表方案中的标识符是0xEF。GPT分区和MBR分区的磁盘都可以包含一个EFI系统分区，因为需要UEFI固件来支持这两种分区方案。此外，EFI分区还支持光盘和DVD的El Torito引导格式。
在Legacy BIOS中，一个分区的第一个扇区被加载到内存中。UEFI固件不执行MBR中的代码，除非通过CSM（兼容性支持模块）在Legacy BIOS模式下启动。
UEFI规范要求完全支持MBR分区表。一些UEFI实现在检测到引导磁盘上的某些类型的分区表时，会立即切换到BIOS的CSM引导。这样如果EFI分区位于MBR分区表中，UEFI引导会被阻止。
UEFI固件提供了对从可移动存储设备(如U盘)启动的支持。如果要使用这项功能，可移动设备需要采用FAT12、FAT16或FAT32文件系统进行格式化，而引导加载程序要么根据标准的ESP文件层次结构存放在EFI分区中，要么必须向系统引导管理器提供引导加载器的完整路径。固定驱动器上永远只应该使用FAT32格式。

## 应用
Linux 使用GRUB2作為成熟的UEFI啟動程式。UEFI固件将他们加载以后，它们可以从它们支持的所有设备、分区和文件系统访问和引导内核映像，不再受EFI分区的限制。
因为EFI引导存根的存在，不使用传统UEFI引导加载程序的情况下也可以引导一个Linux内核映像。通过将自己伪装成PE/COFF映像，并在固件中显示为UEFI应用程序，启用了EFI启动存根的x86内核映像可以由UEFI固件直接加载和执行。这种内核映像仍然可以由BIOS的引导加载程序加载和运行；因此，EFI引导存根允许单个内核映像在任何引导环境中工作。
在内核构建配置期启用选项CONFIG_EFI_STUB (EFI存根支持)，可以启用Linux内核对EFI引导存根的支持。它被合并到2012年3月18日发布的3.3版Linux内核主线代码中。Gummiboot (又名system-boot)是一个简单的UEFI引导管理器，它加载并运行配置好的UEFI映像，只访问EFI系统分区。配置文件片段、内核映像和initrd映像需要驻留在EFI系统分区上，因为Gummiboot不支持访问其他分区或文件系统上的文件。Linux内核需要在启用CONFIG_EFI_STUB的情况下构建，以便它们可以作为UEFI映像直接执行。
EFI分区的挂载点通常是/boot/efi，在Linux启动后可以访问它的内容。

## 在不同操作系统下的可见性
- Windows：一般是不可见的。在磁盘管理程序中可以显示，亦能透過mountvol <要指定的磁碟區代號>: /s來分配磁碟機代號，但在Windows檔案總管下不會顯示，只能透過命令列存取分區內的檔案。
- Linux发行版：视同普通分区，可使用mount程序直接挂载其对应的块设备。一般挂载于/boot/efi目录下。

## 文件系统
UEFI固件仅支持FAT或FAT32文件系统的EFI系统分区，因此用户须将EFI系统分区格式化为上述文件系统，否则将无法被识别。